# Scotorythra trapezias
Scotorythra trapezias là một loài bướm đêm trong họ Geometridae.